# 主顯聖容主教座堂 (凱希亞多里斯)

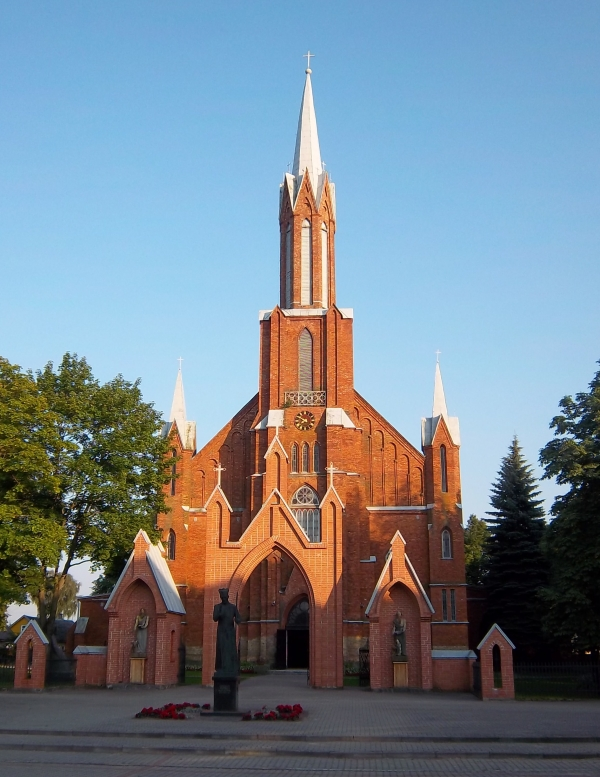
主顯聖容主教座堂

主顯聖容主教座堂 是立陶宛城市凱希亞多里斯的一座羅馬天主教的一座教堂。這座教堂是天主教凱希亞多里斯教區的主教座堂。在二戰期間，教堂遭到嚴重破壞。蘇聯時期，教堂被關閉。1987年，教堂開始重新用於宗教活動。